# أنانية نفسية

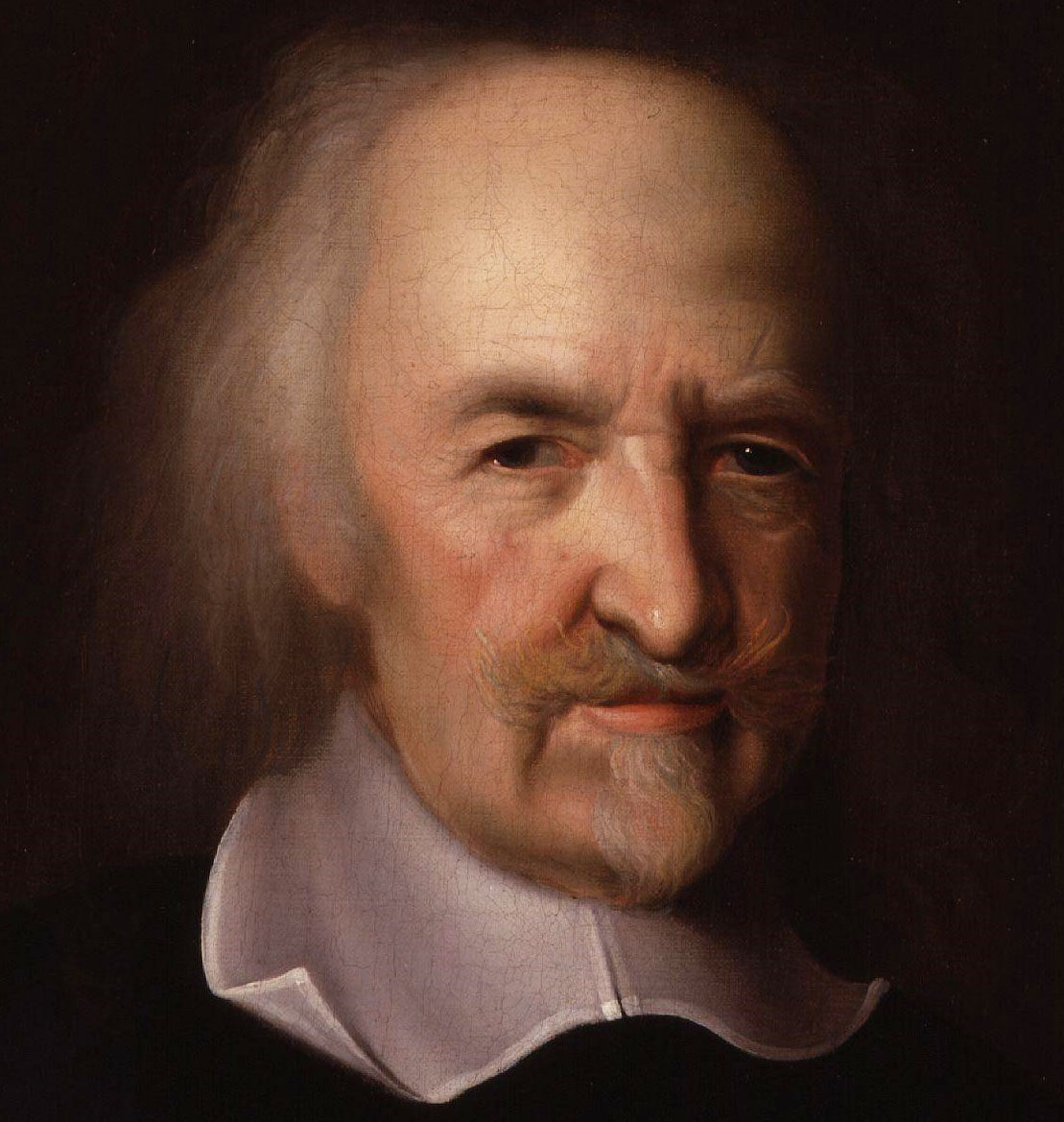

الأنانية النفسية هي النظرية التي تعتبر أن الدافع الأساسي وراء الأفعال الإنسانية هو المصلحة الشخصية، حتى في الأفعال التي يبدو عليها طابع الإيثار و العطاء؛ حيث ترى أنه حتى حينما يختار الإنسان تقديم المساعدة لغيره فإن الغاية النهائية وراء هذا الخيار تكون المنافع الشخصية التي يتوقع بأن يحصلها - بشكل مباشر أو غير مباشر - من وراء القيام بهذا الفعل. و تبدو هذه النظرية ذات طابع توصيفي أكثر منه معياري؛ بما أنها تدور في فلك توصيف ما هو كائن، لا ما ينبغي أن يكون. و لكن قد تكون هذه النظرية مرتبطة بأنماط معيارية، كما في الأنانية الأخلاقية، و الأنانية العقلانية.
إحدى أشهر الأمثلة على هذه النظرية هو مذهب اللذة، و الذي يرى بأن الدافع الأساسي لجميع الأفعال البشرية هو الرغبة في تحصيل اللذة و تفادي الألم. و معظم المناقشات حول الأنانية النفسية تدور حول هذه الرؤية.. هناك من المنظرين من خالف هذا المذهب و قام بتفسير الأفعال بالمصلحة الشخصية دون استخدام اللذة و الألم كعلل نهائية للفعل البشري.. أما مذهب اللذة فيرى بأن السبب وراء الأفعال هو تحصيل السعادة في اللحظة الحاضرة، أو في المستقبل، و على هذا فقد يتم التضحية في المتعة الحاضرة من أجل تحصيل متعة أكبر في المستقبل. و أيضاً، وفقاً لهذه النظرية، فان الإنسان لا يتحرك بشكل صارم لتجنب الألم، فقد يتحمل الألم و يتعرض له في سبيل تحقيق لذة منتظرة. تبدو كل الأفعال - وفقاً لهذ المذهب - كأدوات في سبيل زيادة مقدار اللذة و إنقاص مقدار الألم، حتى تلك الأفعال التي تبدو ذات طبيعة غيرية، كالعطاء و الإيثار، أو تلك الأفعال التي لا تحقق تغيراً في اللحظة الحاضرة في مستويات الإشباع.

## التنظير لمذهب اللذة
في الفلسفة اليونانية، نجد إبيقور يعتبر بأن الإنسان يعيش كي يزيد من سعادته؛ حيث اعتبر بأن نظرية السعي وراء اللذة تتحقق في حياة الإنسان من الطفولة إلى الرشد، و يعتبر حتى تأدية الأفعال ذات الطبيعة الغيرية، و المشرفة، و الفاضلة ليس من أجل الآخرين أو بدافع قانون أخلاقي متعالي، إنما لأجل زيادة رفاهية الذات.
في الفلسفة الحديثة، نجد جيرمي بنتام يؤكد - كما سبقه إبيقور - على أن السلوك البشري محكوم بالحاجة إلى زيادة السعادة و إنقاص الألم. حيث قام بنتام بتوصيف الأنواع و المستويات التي يتواجد بها كل من الألم و السعادة، و كيف أن الدوافع البشرية يمكن تفسيرها على حدى من خلال مذهب اللذة. كما سعى إلى تحديد و تكميم مذهب اللذة، فنجده مثلاُ يبحث عن الفعل البشري المثالي بالاعتماد على حسابات تكامل و تفاضل للمتعة، أو باستخدام قياسات المكاسب و المخاسر النسبية في اللذة و الألم، في سبيل تحديد الفعل الأكثر جلباً للسعادة، و الذي يمكن للإنسان أن يقوم به في وضعية ما.
و من منظور تطوري، اعتبر هربرت سبنسر أن الناس و الحيوانات تبحث بشكل دائم عن البقاء و المحافظة على النسل. و رأى أن حاجة الفرد و العائلة للحياة تتعارض مع حاجة الآخرين للحياة، و أن جميع الأنواع تحاول أن تزيد من فرص بقائها، و رفاهيتها. كما أكد سبنسر على أن أكثر الكائنات تأقلماً مع محيطها هي التي تحصل على مستويات سعادة تفوق مستويات الألم الآتي من الطبيعة، و بناءً عليه فالسعادة عنده هي أن يتمكن الإنسان أو الحيوان من إشباع هدفه الشخصي بالبقاء، و سوف تبقى السعادة دائماً ملاحقة ما دامت الأنواع تسعى إلى البقاء.

## في علم النفس الحديث

### التحليل النفسي
على الرغم من أن سيغموند فرويد لم يكن من (مدرسة التحليل النفسي لالأنا) ، إلا أن مفهومه لمبدأ اللذة استعار الكثير من الأنانية النفسية، و مذهب اللذة بشكل خاص. حيث يقود مبدأ اللذة - عند فرويد - سلوكيات (الهو)، و التي تمثل القوى اللاواعية التي تدفع الإنسان لإشباع الرغبات الغير ملباة، المكبوتة. و عندما قدم فرويد الثاناتوس (قوى الموت) و مقابله الإيروس (قوى الحياة) .. أصبح (عامل اللذة) المأخوذ عن مذهب اللذة إحدى القوى المكونة للإيروس، و التي تدفع بالإنسان إلى إشباع الرغبات الجنسية. و بالمقابل يسعى الثاناتوس إلى وقف الآلام الإنسانية من خلال الموت، و إنهاء السعي وراء إشباع الملذات؛ و بالتالي فإن الثاناتوس حاكم على مذهب اللذة، ولكنه يركز على تجنب الألم تماماً، خلافاً لمذهب اللذة الذي يسعى إلى تحصيل اللذة و تجنب الألم؛ و لذا فان فرويد كان يعتقد بصورة مختلفة نوعياً من مذهب اللذة؛ حيث التجنب الكامل للألم و التحصيل لأكبر قدر ممكن من المتعة منفصلين عن بعضهما، و بغرض مستقل لكل منهما، و بتأثير متمايز على النفس البشرية.

### المدرسة السلوكية
المدرسة السلوكية التقليدية في علم النفس، تعتبر بأن كل التصرفات البشرية يمكن تفسيرها من خلال التكيف الكلاسيكي و التكيف التفاعلي. التكيف التفاعلي يتم من خلال آليات التحفيز و العقاب، و التي تزيد أو تقلل من الألم أو اللذة المترتبة على السلوك. استخدام اللذة و الألم للتحكم بالسلوك البشري يعني ان علماء النفس السلوكيين استخدموا مبادئ مذهب اللذة كأدوات للتنبؤ بالسلوك البشري. على سبيل المثال، قانون ثورندايك في التأثير ينص على أن: "السلوكيات المرتبطة باللطف سوف يتم إكتسابها، أما المرتبطة بالألم فسوف يتم إطفائها"، و هكذا نرى أن مبادئ مذهب اللذة أصبحت مع المدرسة السلوكية أدوات للتنبؤ. في العادة، تقوم تجارب السلوكيين، المعتمدة على البشر و الحيوانات، على إفتراض بأن موضوع التجربة سيطلب اللذة و يتجنب الألم. و لكن، و على الرغم من أنه قد تم تضمين مذهب اللذة في المبادئ المؤسسة و الأساليب التجريبية للمدرسة السلوكية، تبقى السلوكية متوقفة عند شرح و تفسير ظاهر السلوكيات البشرية، و لا تسعى للبحث و النظر - كما في مذهب اللذة - في العلة النهائية للأفعال البشرية. و لهذا، فإن السلوكية تستخدم مذهب اللذة و لكنها لا تتمسك به تماماً كما في بعض المعارف الأخرى التي تتمحور حول الكشف عن العلة الأولى وراء السلوك البشري.